# Шамсутдін
Шамсутді́н (рос. Шамсутдин, башк. Шәмсетдин) — присілок (у минулому селище) у складі Бірського району Башкортостану, Росія. Входить до складу Кусекеєвської сільської ради.
Населення — 56 осіб (2010; 90 у 2002).
Національний склад:
- росіяни — 68 %

Старі назви — Дом Отдиха № 1, Дом отдиха ВЦСПС.